# Hans Friedrich Geitel
Hans Friedrich Geitel (ur. 16 lipca 1855 w Braunschweigu, zm. 15 sierpnia 1923 w Wolfenbüttel) – niemiecki fizyk, nauczyciel w szkole w Wolfenbüttel. Geitel i Julius Elster prowadzili badania dotyczące promieniotwórczości. Wysunęli hipotezę, że towarzyszą jej przemiany atomów (1899), odkryli w atmosferze obecność promieniowania jonizującego.